# ジョン・ウッズ (海洋学者)
ジョン・ウッズ（John Woods, CBE、1939年 - ）は、イギリスの海洋学者。
1958年から1966年にかけてインペリアル・カレッジ・ロンドンで物理学を学び、1966年から1972年にかけてイギリス気象庁に勤務した後、自然環境研究評議会に海洋・大気科学部門の責任者として加わった。1972年から1977年にかけてサウサンプトン大学、1977年から1986年にかけてキール大学、1994年以降はインペリアル・カレッジ・ロンドンの教授を務め、海洋の層構造の季節変動とプランクトンの生態系モデルの研究に取り組んだ。
ウッズは、国際プロジェクト EuroGOOS (Global Ocean Observing System) の委員会に関わった。ウッズは気候変動に関する政府間パネル (IPCC) の最初の報告書において主導的な執筆者を務めたが、IPCCは後にアル・ゴアとともに2007年のノーベル平和賞を受賞した。
2015年現在、ウッズは、インペリアル・カレッジ・ロンドンの地球科学・工学部、工学部門の名誉教授となっている。

## 栄誉と受賞
- 1968年：バック賞（英語版）[2] - 王立地理学会
- 1991年：大英帝国勲章[2]
- 1992年：ギャスケル賞 (Gaskell Medal)[2] - 王立気象学会（英語版）
- 1996年：金メダル（創立者メダル）[2] - 王立地理学会